# Argyrolepidia inconspicua
Argyrolepidia inconspicua is een vlinder uit de familie van de uilen (Noctuidae). De wetenschappelijke naam van de soort is voor het eerst geldig gepubliceerd in 1896 door Lionel Walter Rothschild.